# Nakkila
Nakkila – gmina w Finlandii, położona w południowo-zachodniej części kraju, należąca do regionu Satakunta.
W miejscowości jest stacja kolejowa Nakkila.